# عروسی خوبان
عروسی خوبان فیلمی به کارگردانی محسن مخملباف و بازیگری رؤیا نونهالی که در سال ۱۳۶۷ اکران شد.

## داستان
حاجی (محمود بی غم) که در جبهه دچار موج انفجار شده از آسایشگاه روانی مرخص می‌شود تا در محیطی آرام سلامت خود را بازیابد. نامزد او، مهری (رؤیا نونهالی)، دختر تاجر ثروتمندی است. شعبان پدر دختر با ازدواج آن دو مخالف است. حاجی با تعارض با ناگواری‌های محیط اطرافش دچار حمله‌های شدید عصبی می‌شود. او در یکی از روزنامه‌ها به عنوان عکاس شروع به کار می‌کند و عکس‌هایی نیز از معتادان و افراد دوره‌گرد برای چاپ به مدیر روزنامه می‌دهد. عکس‌ها چاپ نمی‌شوند. حاجی بنا به اصرار مهری ازدواج می‌کند و در مراسم ازدواج پدر دختر و امثال او را به ریشخند می‌گیرد و پس از حمله شدید عصبی بار دیگر او را به آسایشگاه می‌برند. حاجی از آسایشگاه می‌گریزد و سپس به مهری تلفن می‌کند و با قصد رفتن به جبهه از او حلالیت می‌طلبد.

## جوایز
- رؤیا نونهالی برنده سیمرغ بلورین بهترین بازیگر نقش اول زن جشنواره فیلم فجر